# NGC 53
NGC 53 är en stavgalax med en ring i stjärnbilden Tukanen. Den upptäcktes av John Herschel den 15 september 1836. Han beskrev den som "väldigt svag, liten, vidsträckt". Galaxen har en diameter på ungefär 120 000 ljusår, ungefär lika mycket som Vintergatan.